# Japan-Koreatunnel
De Japan-Koreatunnel (日韓トンネル, Nikkan tonneru) is de naam die vaak wordt gegeven aan een eventueel te bouwen tunnel, die een vaste verbinding moet brengen tussen Japan en het vasteland van Azië. 
In het verleden zijn er meerdere voorstellen voor en onderzoeken naar een tunnel geweest, die Japan met Zuid-Korea zou verbinden. Het meest recente voorstel komt van een ex-premier van Zuid-Korea, Goh Kun. Concrete plannen zijn er echter nog steeds niet. Wanneer de tunnel werkelijkheid zou worden zou er onder meer een vaste spoorverbinding kunnen ontstaan van Japan tot West-Europa.
De Verenigde Naties-organisatie UNESCAP is voor een tunnel. Dit zou de route van de Aziatische weg 1 enorm versimpelen, omdat er geen gebruik meer gemaakt hoeft te worden van veerboten van Fukuoka naar Busan. In plaats daarvan zou de belangrijke Aziatische weg in theorie een volledige vaste verbinding hebben van Tokio tot de westgrens van Turkije, zij het dat er door politieke omstandigheden grote belemmeringen bestaan, met name aan de twee grenzen van Noord-Korea.